# Figura ojca Maunoira
Figura ojca Maunoira (statue Père Maunoir) – rzeźba stworzona w 1825 roku przez nieznanego autora. Od 1976 roku posiada status zabytku, w kategorii Patrimoine mobilier ( PM22002382).

## Lokalizacja
Figura Juliena Maunoira znajduje się kościele Notre-Dame w Plévin, w departamencie Côtes-d’Armor, w regionie Bretania.

## Opis
Rzeźba jest wykonana z polichromowanego drewna. Postać klęczy, modli się ze złożonymi rękami. Jest w stroju księdza.
Figura ma 105 cm wysokości.